# Ongota jezik
Birale jezik ('ongota, ongota, birelle, ifa'ongota, "shanqilla"; ISO 639-3: bxe), gotovo izumrli jezik istoimene etničke grupe afrazijske porodice, koji se govori još tek u jednom selu na zapadnoj obali rijeke Weyt'o u Etiopiji.
Etnička populacija iznosi 89 (2000 M. Brenzinger), a broj govornika, uglavnom starije osobe, 19 (po istom izvoru 2000; 8, 2003 od 100 etničkih). Drugi jezik sporazumijevanja je tsamai

## Vanjske poveznice
- Ethnologue (14th)
- Ethnologue (15th)